# ۱۷۷۴ (میلادی)
۱۷۷۴ (میلادی) هزار و هفتصد و هفتاد و چهارمین سال تقویم میلادی است.

## زادگان
- میرزا ابوالحسن خان شیرازی : سیاستمدار و از رجال اوایل دوره قاجاریه.
- ۱۸ اوت – مری‌وثر لوئیس، سرباز، کاشف، و سیاست‌مدار آمریکایی (د. ۱۸۰۹)
- ۵ سپتامبر – کاسپار داوید فریدریش، نقاش آلمانی (د. ۱۸۴۰)

## درگذشتگان
- ۲۵ اوت – نیکولو جوملی، آهنگساز ایتالیایی (ز. ۱۷۱۴)
- ۲۲ نوامبر – رابرت کلایو، سیاست‌مدار بریتانیایی (ز. ۱۷۲۵)
- ۱۱ اوت – تیفنی دو لا روش، نویسنده فرانسوی (ز. ۱۷۲۲)
- ۱۶ دسامبر – فرانسوا کنه، اقتصاددان و فیلسوف فرانسوی (ز. ۱۶۹۴)